# Aedes sinkiangensis
Aedes sinkiangensis är en tvåvingeart som beskrevs av Pei Ken Hsiao 1977. Aedes sinkiangensis ingår i släktet Aedes och familjen stickmyggor. Inga underarter finns listade i Catalogue of Life.